# Austeucharis
Austeucharis is een geslacht van vliesvleugeligen uit de familie Eucharitidae. De wetenschappelijke naam van dit geslacht is voor het eerst geldig gepubliceerd in 1988 door Boucek.

## Soorten
Het geslacht Austeucharis omvat de volgende soorten:
- Austeucharis boudiennyi (Girault, 1940)
- Austeucharis fasciiventris (Brues, 1919)
- Austeucharis flavifemora (Girault, 1929)
- Austeucharis ilyichi (Girault, 1936)
- Austeucharis implexa (Walker, 1862)
- Austeucharis kosciuskoi (Girault, 1940)
- Austeucharis larymna (Walker, 1846)
- Austeucharis myrmeciae (Forel, 1890)
- Austeucharis pallipes (Brullé, 1846)
- Austeucharis piceicornis (Walker, 1862)
- Austeucharis pulchra (Girault, 1913)
- Austeucharis rufiventris (Ashmead, 1900)
- Austeucharis smaragdina (Walker, 1862)
- Austeucharis toga (Girault, 1937)